# L'Ombra (Marvel)
(L'ombra rivolto a Spider Man in Questioni Delicate)
L'Ombra è un antagonista di tre storie di Spider-Man (Questioni Delicate, Guardando Indietro e Una Strana Serie di Eventi). Rapisce senzatetto e drogati e li porta sul piano astrale. Verrà ucciso da Spider-Man.

## Biografia

### La origini
Il carcerato Richard Cranston cercava di aprire un portale per il piano astrale per fuggire. Riesce ad aprirlo, ma il suo compagno di cella lo stordisce a vi entra. Ma Cranston fa in modo che il portale si apra in modo imperfetto. In pratica il compagno di cella è arrivato sul piano astrale, ma rimarrà bloccato lì per sempre se non assorbe l'energia di altre persone per "restare solido ancora un altro giorno". Così, sotto il nome di Ombra, inizia a rapire drogati e senzatetto, persone la cui scomparsa non avrebbe spaventato né preoccupato nessuno.

### L'incontro con Spider-Man
Jennifer Hardesty, una senzatetto il cui fratello era stato salvato da Peter Parker, chiede aiuto a Peter in quanto suo fratello è sparito. Parker indaga nei panni di Spider-Man e di ritrova sulla strada dell'Ombra, il quale dà una dimostrazione dei suoi poteri e intima Spider-Man di non interferire coi suoi piani. Il tessiragnatele, capendo di essere di fronte a una minaccia sovrannaturale chiede aiuto al Dottor Strange, il quale gli dà la Mano del Vishanti, con la quale Peter riesce a viaggiare fino al piano astrale. Nel frattempo L'Ombra rapisce Jennifer. Spider-Man poi combatte L'Ombra sul piano astrale e lo lancia nella "Cosa rossa" con cui assorbe l'energia del ragazzo, uccidendolo.

## Poteri e abilità
Le sue abilità derivano dal piano astrale. Può diventare intangibile e teletrasportare sé stesso e gli altri ovunque.